# Farol do Cabo Lookout
O Farol do Cabo Lookout é um farol localizado na parte meridional das Outer Banks, na Carolina do Norte, Estados Unidos. Sua luz pisca a cada 15 segundos e seu alcance vai de 12 a 19 milhas de distância do farol. O farol do Cabo Lookout é um dos poucos faróis que operam durante o período diurno.
Construído com tijolos, entrou em operação em 1859 e foi automatizado em 1950. Ele tem uma altura de 163 pés e utiliza uma Lente de Fresnel de 3ª ordem.